# Солодовник Євген Олегович
Євге́н Оле́гович Солодо́вник (Солодовнік) (1991—2014) — солдат Збройних сил України, учасник російсько-української війни..

## Короткий життєпис
Народився 1991 року в місті Барвінкове (Харківська область). Закінчив Барвінківську ЗОШ № 1. 2008 року поступив навчатися у Донбаську машинобудівну академію в місті Краматорську, яку закінчив 2013-го. Працював у Барвінківському КП «Благоустрій». 28 жовтня 2013 року прийнятий на військову службу за контрактом.
З 2 червня 2014 року перебував в зоні боїв. Механік-водій, 121-ша окрема бригада зв'язку.
29 серпня 2014-го їхав на БТРі зв'язку № 004 перед «УАЗ»-ом полковника Кифоренка. Загинули під час виходу з оточення під Іловайськом біля Новокатеринівки: БТР підбили зі «Шмеля» російські десантники з відстані 30 метрів, Євген Солодовник та молодший сержант Ігор Юрковець не змогли евакуюватись, згоріли у ньому.
30-го серпня у місці обстрілу працювала група Червоного Хреста, змогли забрати тіло майора Якова Губи — встиг недалеко відстрибнути із підбитого БТР, тіло було на землі. Співробітники Червоного Хреста не змогли підступитись до розпеченого від вогню БТРа. 12 вересня пошуковці Місії «Евакуація-200» («Чорний тюльпан») дістали з БТРа останки загиблих вояків, привезли до моргу дніпропетровської 4-ї міської лікарні. Євген упізнаний за тестами ДНК.
Похований у Барвінковому з військовими почестями. Без Євгена залишилися батьки.

### Нагороди та вшанування
За особисту мужність і героїзм, виявлені у захисті державного суверенітету та територіальної цілісності України, вірність військовій присязі під час російсько-української війни, відзначений — нагороджений
- 13 серпня 2015 року — орденом «За мужність» III ступеня (посмертно).
- 25 травня 2016-го в Барвінківській ЗОШ № 1 відкрито меморіальну дошку Євгену Солодовнику.
- Його портрет розміщений на меморіалі «Стіна пам'яті полеглих за Україну» у Києві: секція 3, ряд 7, місце 15
- Вшановується 29 серпня на щоденному ранковому церемоніалі вшанування українських захисників, які загинули цього дня у різні роки внаслідок російської збройної агресії[1]
- Іловайський Хрест (посмертно)